# Amphikrates von Athen
Amphikrates von Athen († 69 v. Chr.) war ein griechischer Rhetor.

## Leben und Werk
Amphikrates wurde aus seiner Heimatstadt verbannt – wahrscheinlich 86 v. Chr. nach der Einnahme Athens durch Sulla – und floh zu  den Parthern nach Seleukeia am Tigris. Das Angebot von dessen Einwohnern, in ihrer Stadt als Rhetoriklehrer zu unterrichten, lehnte er hochmütig ab und folgte stattdessen der Einladung Kleopatras, der Tochter des Königs Mithridates VI. von Pontos und Gemahlin des armenischen Königs Tigranes II., an ihrem Hof zu leben.
Nachdem Mithridates VI. im Dritten Mithridatischen Krieg vor dem römischen Feldherrn Lucullus zu Tigranes II. geflohen war und zunächst eineinhalb Jahre in einem abgelegenen armenischen Kastell hatte wohnen müssen, versöhnte er sich Anfang 69 v. Chr. mit seinem Schwiegersohn; und sie zerstreuten ihr gegenseitigen Misstrauen, indem sie die Schuld daran auf einige ihrer Höflinge schoben. Zu den Beschuldigten rechneten sie Metrodoros von Skepsis und wohl auch Ampikrates. Letzterem wurde der Umgang mit anderen Griechen verboten, woraufhin Amphikrates sich zu Tode hungerte. Immerhin richtete Kleopatra dem Rhetor ein ehrenvolles Begräbnis aus.
Amphikrates hing als Rhetor der Stilrichtung des Asianismus an. Pseudo-Longinus stellte ihn mit anderen Vertretern dieses als schwulstig empfundenen Stils wie Hegesias von Magnesia und Matris zusammen. Es ist ein von Amphikrates verfasstes Werk bekannt, das den Titel Über berühmte Männer trug.